# Liberté (métro de Paris)
Pour les articles homonymes, voir Liberté (homonymie).
Liberté est une station de la ligne 8 du métro de Paris, située sur la commune de Charenton-le-Pont.

## Situation
La station est implantée sous la rue de Paris, ancienne nationale 6 déclassée, à hauteur de la place des Marseillais, soit au nord-est de l'intersection avec l'avenue de la Liberté. Orientée selon un axe nord-ouest/sud-est, elle s'intercale entre les stations Porte de Charenton et Charenton - Écoles.

## Histoire
La station est ouverte le 5 octobre 1942 avec la mise en service du prolongement de la ligne 8 depuis Porte de Charenton jusqu'à Charenton - Écoles.
Elle doit sa dénomination à sa proximité avec l'avenue de la Liberté, laquelle renvoie à la devise de la République française, Liberté, Égalité, Fraternité.
Les quais sont rénovés une première fois après 1969 en adoptant le style « Mouton-Duvernet » avec des carreaux à deux tons orangés, tranchant radicalement avec le blanc dominant de l'origine du métro, ainsi que des rampes lumineuses caractéristiques de ce type d'aménagement, lequel est par la suite complété de sièges de style « Motte » de couleur rouge.
Dans le cadre du programme « Un métro + beau » de la RATP, la station a été rénovée à partir du 2 juillet 2012, nécessitant sa fermeture au public jusqu'au 29 août. Les travaux, mettant fin à sa décoration de style « Mouton » au profit d'un retour au traditionnel carrelage blanc biseauté, se sont achevés le 12 juillet 2013.
En 2019, 2 532 442 voyageurs sont entrés à cette station ce qui la place à la 205e position des stations de métro pour sa fréquentation sur 302,.
En 2020, avec la crise du Covid-19, 1 195 690 voyageurs sont entrés dans cette station ce qui la place à la 219e position des stations de métro pour sa fréquentation.
En 2021, la fréquentation remonte progressivement, avec 1 704 609 voyageurs qui sont entrés dans cette station ce qui la place à la 207e position des stations de métro pour sa fréquentation.

## Services aux voyageurs

### Accès
La station dispose de quatre accès répartis en cinq bouches de métro :
- l'accès 1 « rue de Paris », constitué d'un escalier mécanique montant permettant uniquement la sortie depuis le quai en direction de Pointe du Lac, débouchant au droit du no 139 de cette rue ;
- l'accès 2 « avenue de la Liberté » consistant en deux escaliers fixes ornés pour chacun d'un candélabre Dervaux, établis de part et d'autre de la rue de Paris, l'un face au no 118, l'autre à hauteur du no 137.
- l'accès 3 « rue de Valmy », constitué d'un escalier fixe agrémenté d'un mât Dervaux, se trouvant au droit du no 150 de la rue de Paris.
- l'accès 4 « avenue du Général-Chanzy », également constitué d'un escalier fixe doté d'un totem Dervaux, se situant face au no 147 de la rue de Paris.

Accès à la station
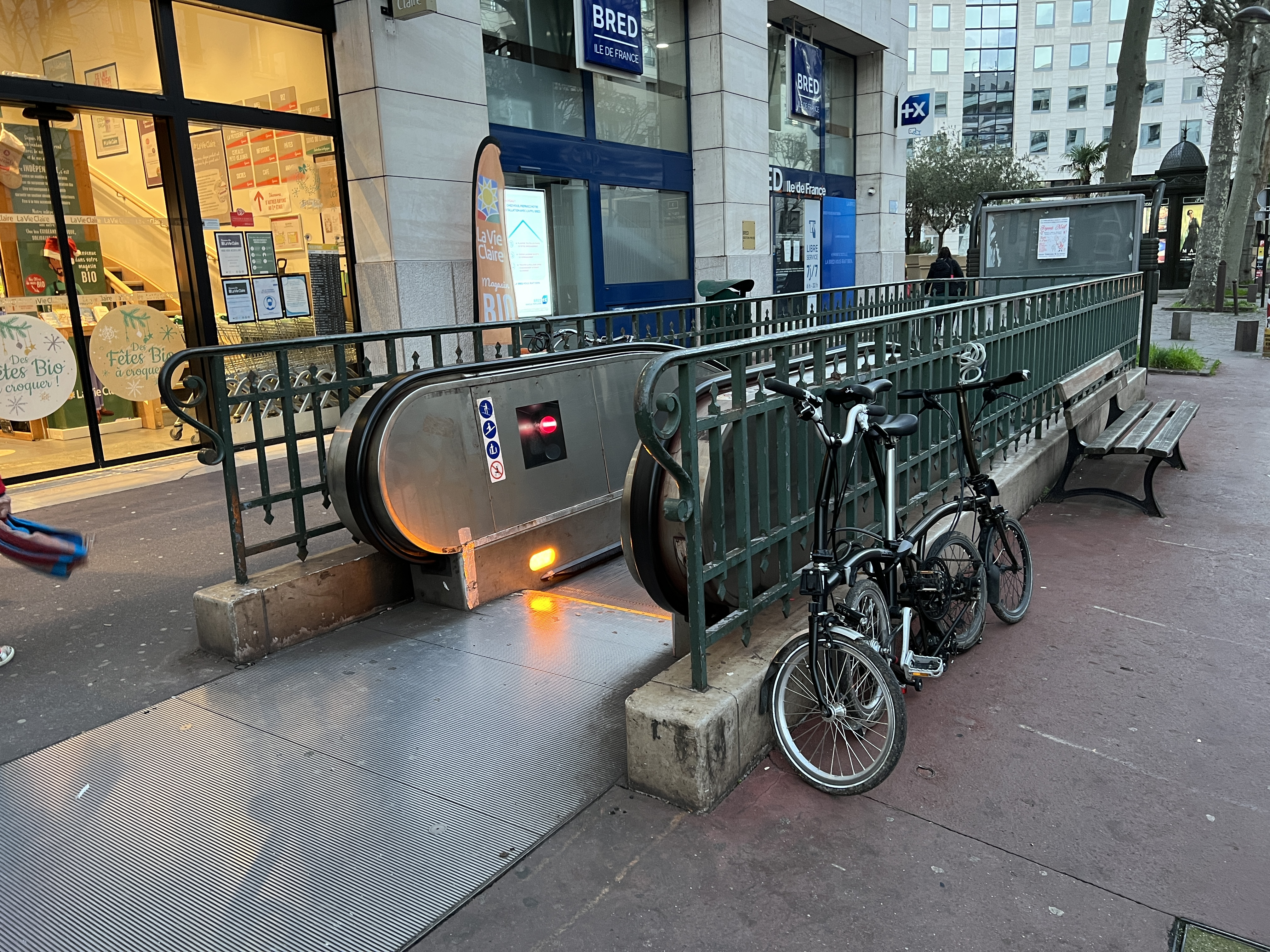
L'accès no 1 « Rue de Paris ».
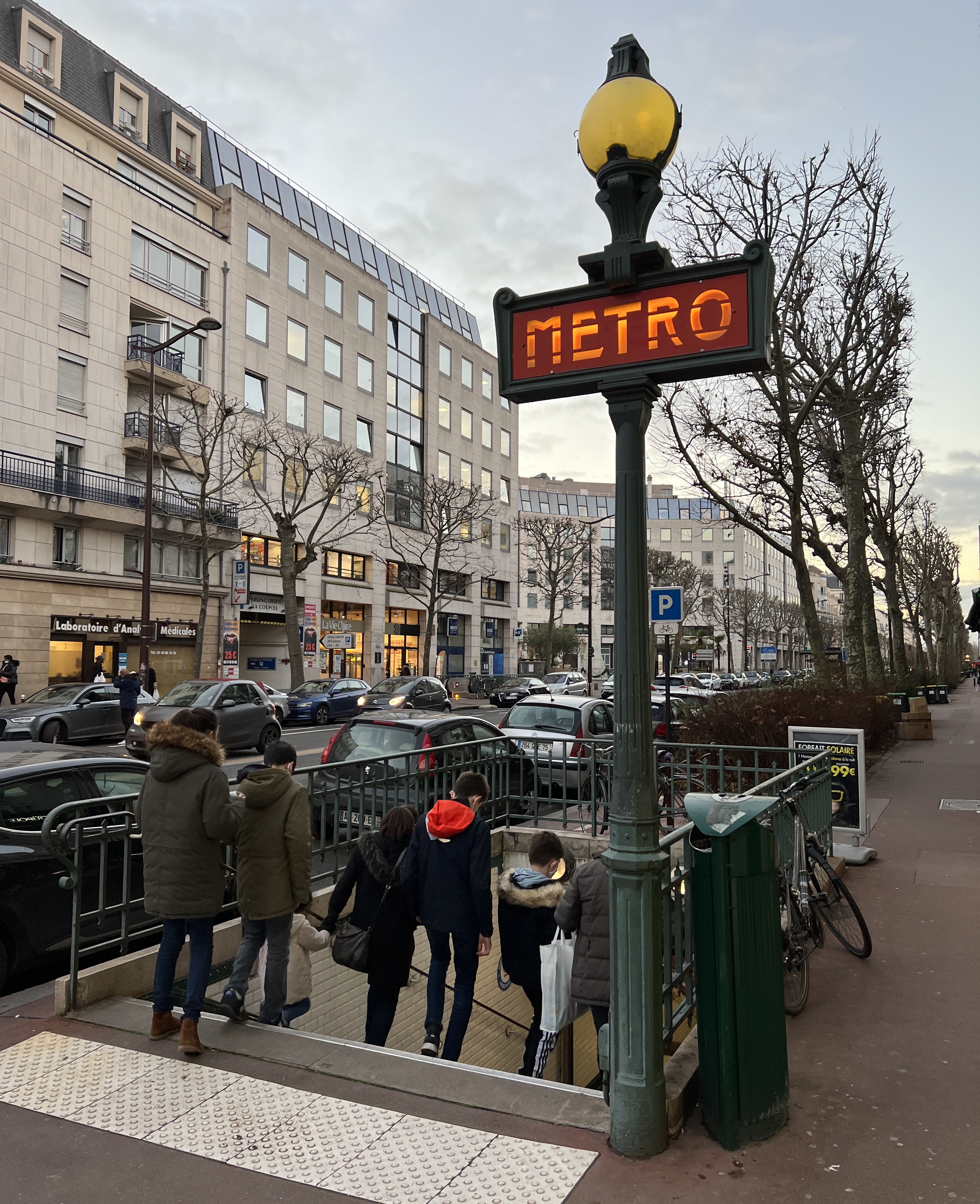
L'accès no 2 « Avenue de la Liberté » no 118.
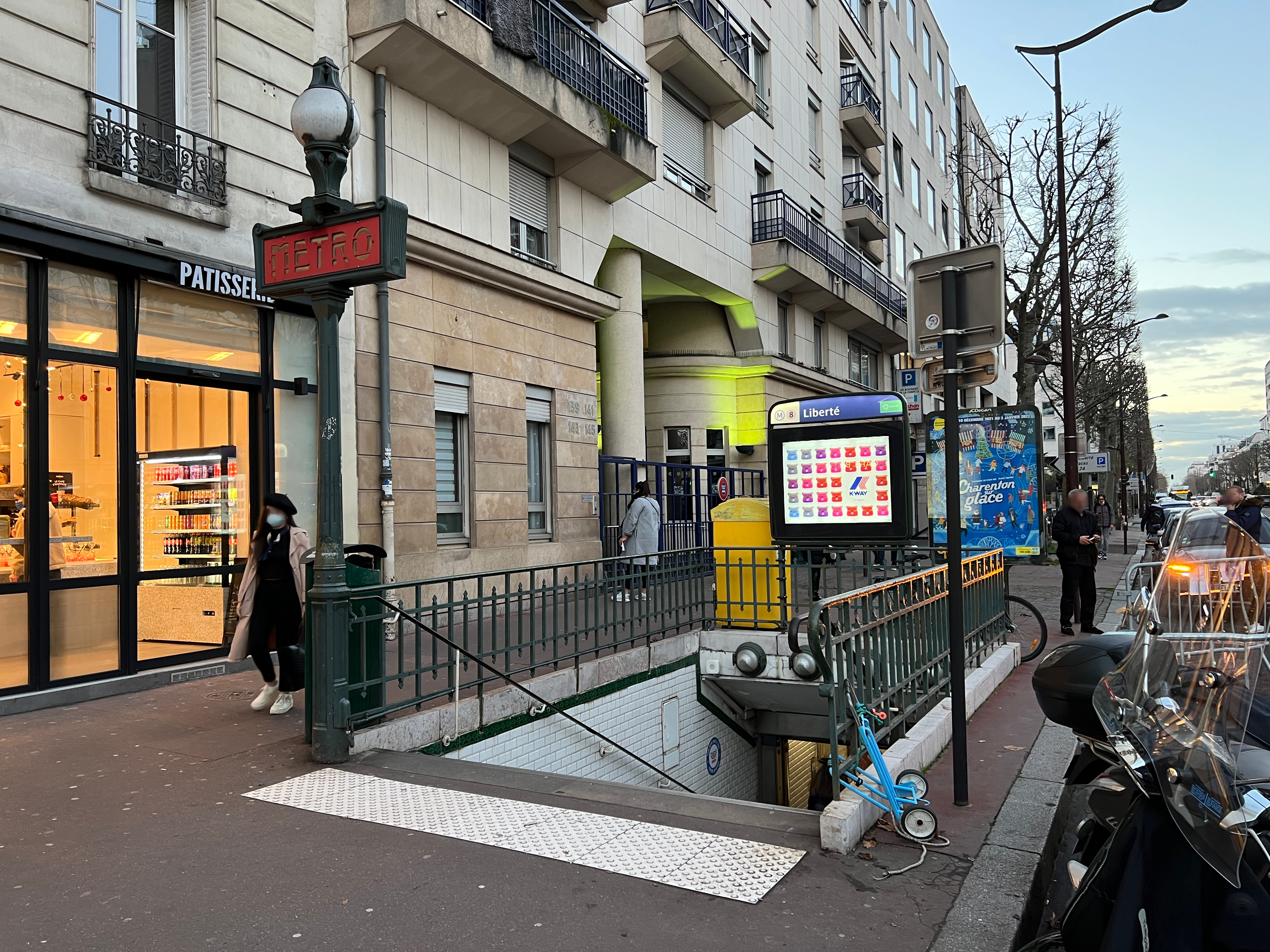
L'accès no 2 « Avenue de la Liberté » au no 137.
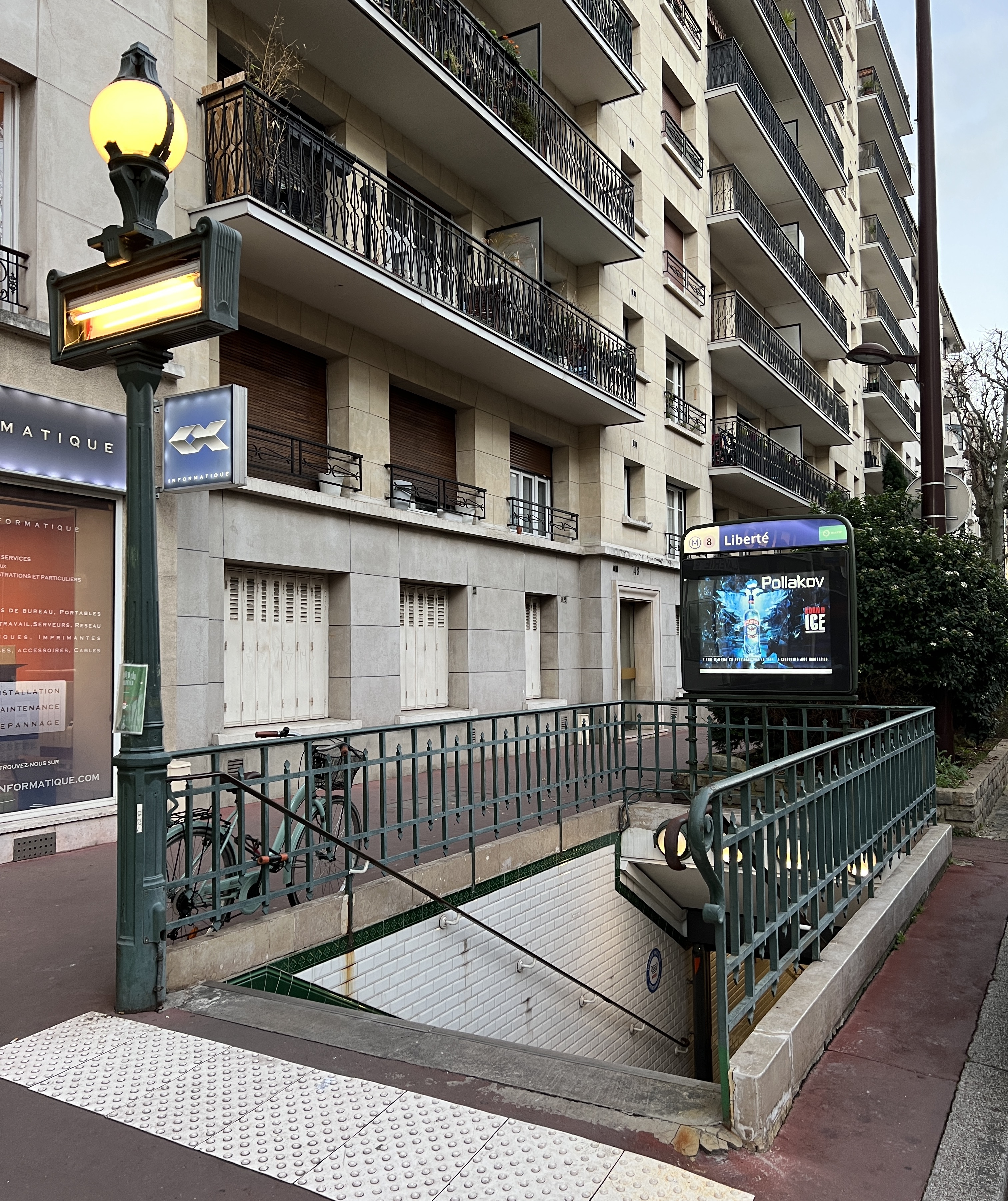
L'accès no 3 « Rue de Valmy ».
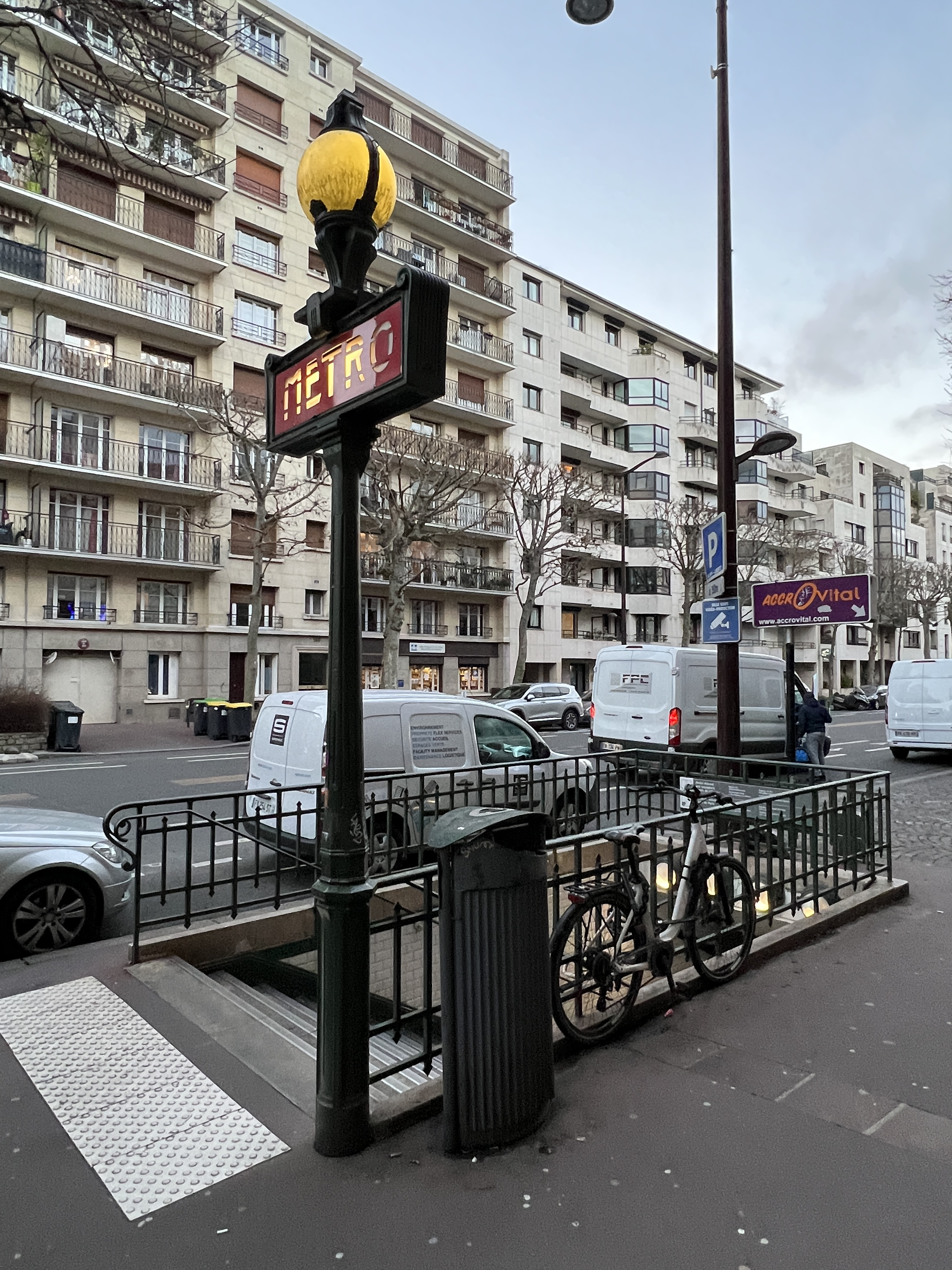
L'accès no 4 « Avenue du Général-Chanzy ».

### Quais
Liberté est une station de configuration standard : elle possède deux quais séparés par les voies du métro et la voûte est elliptique. La décoration est du style utilisé pour la majorité des stations du métro : les bandeaux d'éclairage sont blancs et arrondis dans le style « Gaudin » du renouveau du métro des années 2000, et les carreaux en céramique blancs biseautés recouvrent les piédroits, la voûte, les tympans et les débouchés des couloirs. Les cadres publicitaires sont en céramique blanche et le nom de la station est inscrit en police de caractères Parisine sur plaques émaillées. Les sièges de style « Akiko » sont de couleur verte.

### Intermodalité
La station est desservie par les lignes 77, 109, 111 et 180 du réseau de bus RATP et la nuit, par la ligne N35 du réseau Noctilien.

## À proximité
- Le musée Toffoli, dédié au peintre Louis Toffoli (1907-1999), habitant de Charenton-le-Pont
- À partir du pont sur l'avenue de la Liberté, une vue se dégage sur l'atelier et le site de remisage TGV de Bercy-Conflans, ainsi que le boulevard périphérique de Paris et la Bibliothèque nationale de France.
- Le bois de Vincennes.
- Le vélodrome Jacques-Anquetil, initialement appelé la Cipale.
- La Foire du Trône.
- Le Cirque Phénix

Galerie de photographies
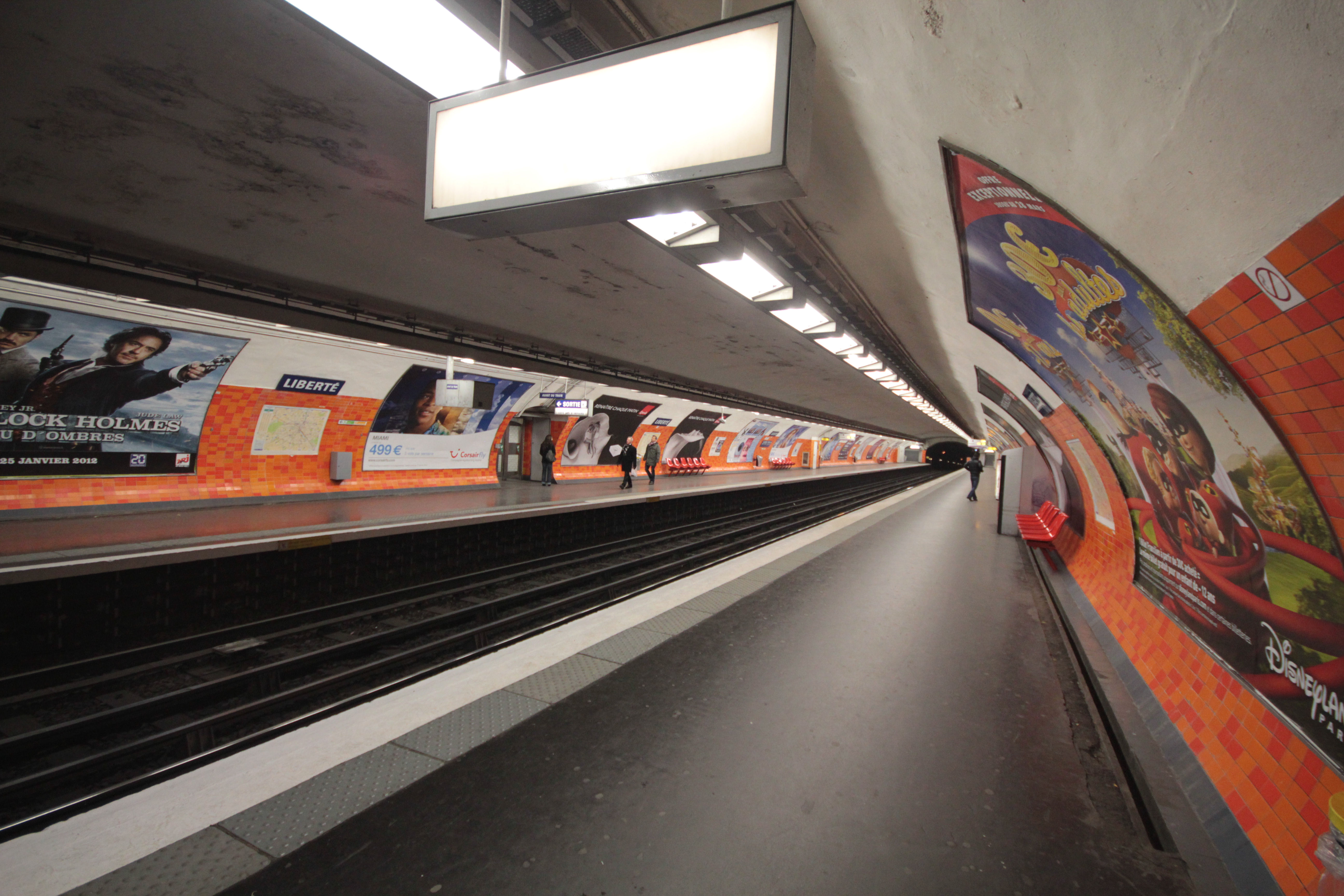
Les quais de la station et son carrelage orange datant des années 1970, remplacé en 2012.
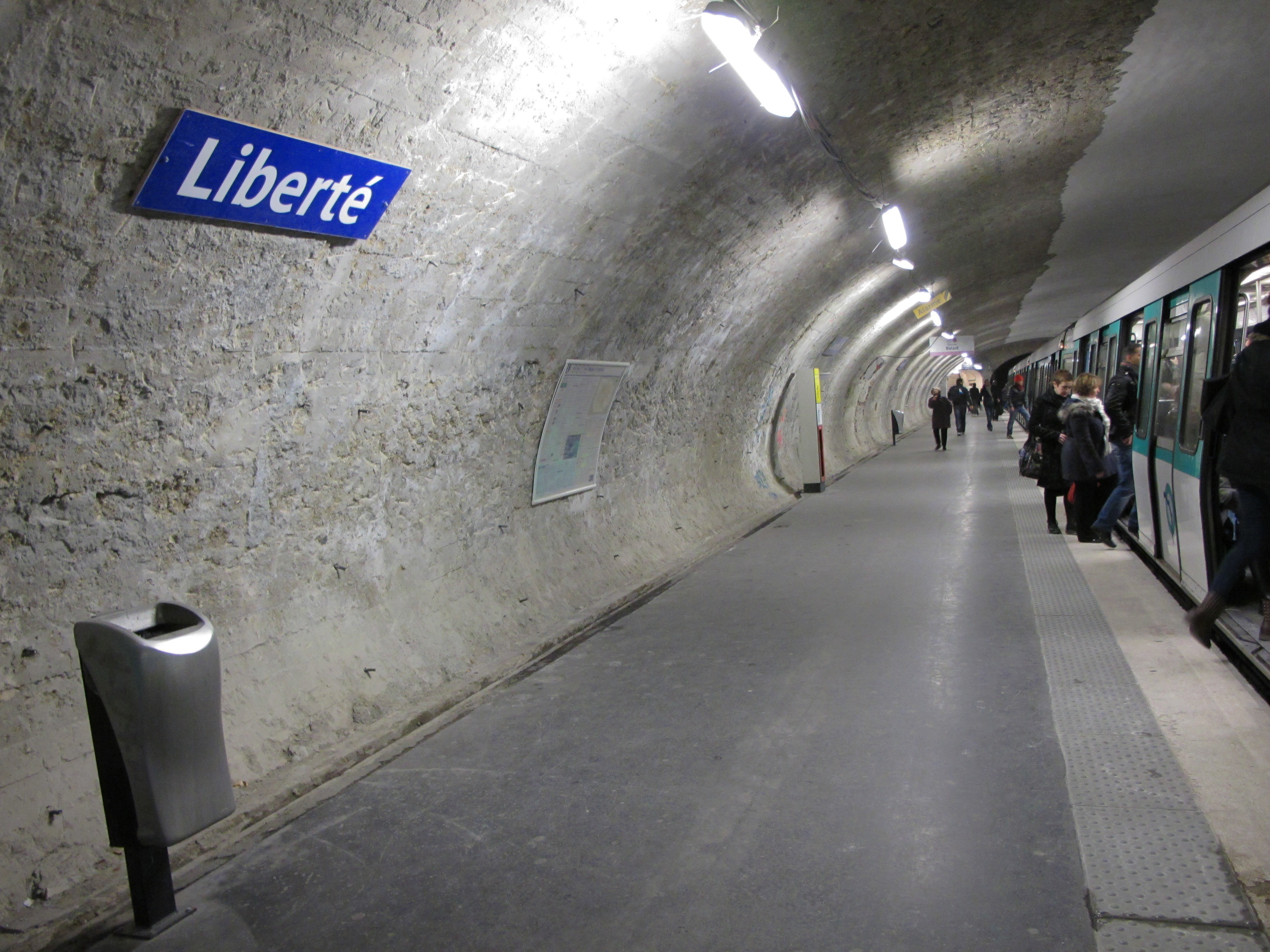
Mur de la station après dépose des carrelages en novembre 2012.
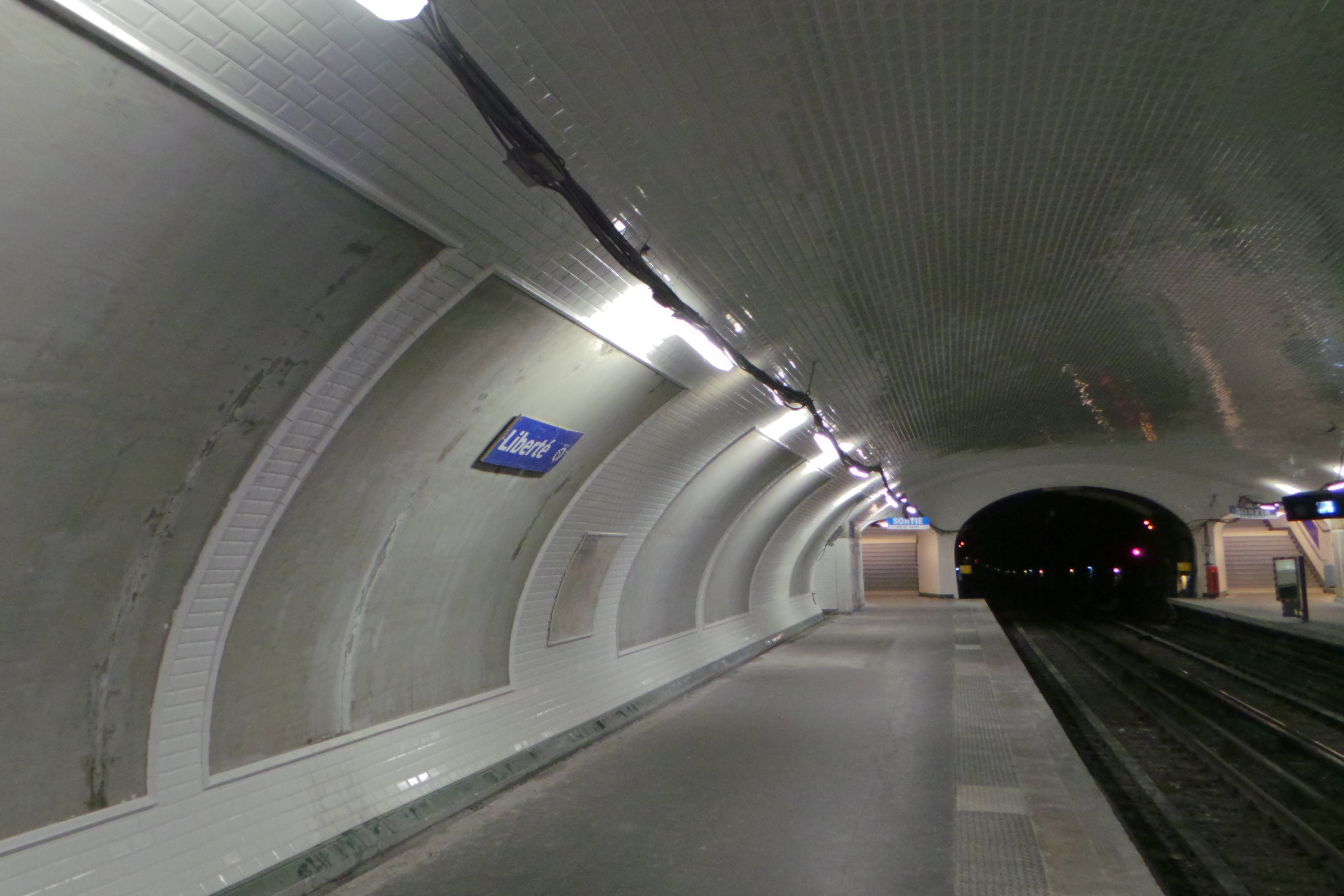
Mur de la station en juin 2013.
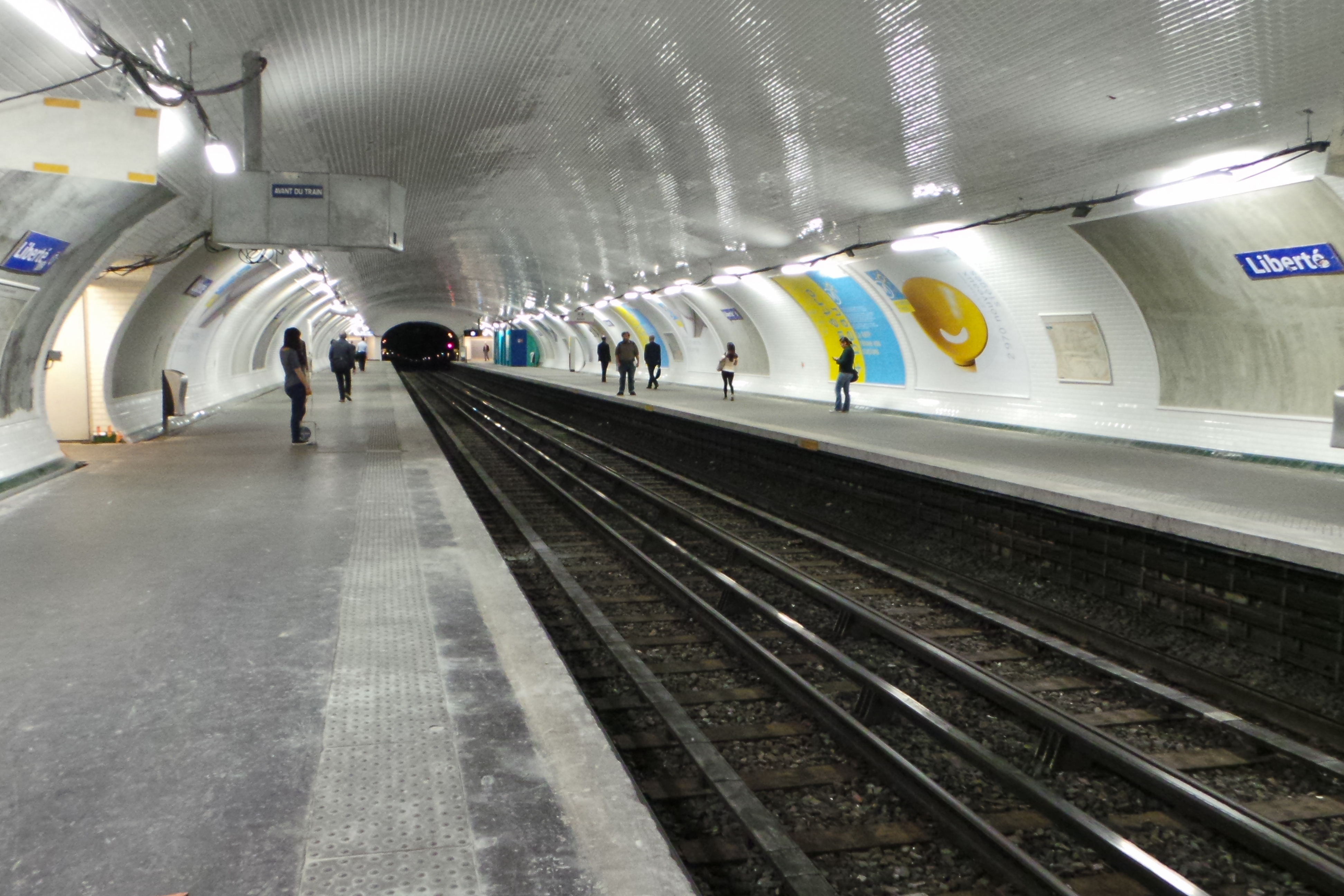
Intérieur de la station en juin 2013.